# برونو أندرادي (لاعب كرة قدم)
برونو أندرادي (بالبرتغالية: Bruno Andrade‏) (2 أكتوبر 1993 بفيسيو في البرتغال - ) هو لاعب كرة قدم برتغالي في مركز الوسط. لعب مع ستيفيناغ بوروه وكوينز بارك رينجرز وويكمب وندررز ونادي وكينغ ونادي ألدرشوت تاون.

## وصلات خارجية
- برونو أندرادي على موقع قاعدة بيانات كرة القدم.إي يو (الإنجليزية)
- برونو أندرادي على موقع Soccerbase.com (لاعب) (الإنجليزية)
- برونو أندرادي على موقع Soccerway.com (الإنجليزية)
- برونو أندرادي على موقع عالم كرة القدم.نت (الإنجليزية)
- برونو أندرادي على موقع AS.com (الإسبانية)